# Colydium slipinskii
Colydium slipinskii es una especie de coleóptero de la familia Zopheridae.

## Distribución geográfica
Habita en Brasil.